# Liste des ambassadeurs du Royaume-Uni au Vietnam
L'ambassadeur du Royaume-Uni auprès de la république socialiste du Vietnam est le principal représentant diplomatique du Royaume-Uni au Vietnam, et le chef de la mission diplomatique britannique à Hanoï.
La liste ci-dessous montre les ambassadeurs britanniques à la république du Viêt Nam (Sud - Vietnam) à sa capitale, Saïgon (aujourd'hui Hô-Chi-Minh-Ville), à partir de 1954 après la conférence de Genève qui séparait l'Indochine française dans ses États constitutifs du Laos, le Cambodge et le Vietnam et temporairement Vietnam divisé (bien que l'accord de Genève n'a pas été accepté par le Vietnam du Sud) jusqu'en 1975 où le Nord et le Sud du Vietnam ont été réunifiés. Pendant cette période, le gouvernement britannique a maintenu un consulat général à Hanoi. L'ambassade britannique est maintenant à Hanoi avec un consulat général à Ho Chi Minh-Ville.

## Ambassadeurs
- 1954–1955 : Hubert Graves[1]
- 1954–1957 : Hugh Stephenson[2]
- 1957–1960 : Roderick Parkes[3]
- 1960–1963 : Henry Hohler[4]
- 1963–1966 : Gordon Etherington-Smith[5]
- 1966–1967 : Peter Wilkinson
- 1967–1969 : Lord MacLehose
- 1969–1971 : John Moreton[6]
- 1972–1974 : Brooks Richards
- 1974–1975 : John Bushell[7]
- 1975–1976 : John Stewart[8]
- 1976–1978 : Robert Tesh[9]
- 1978–1980 : John Margetson[10]
- 1980–1982 : Derek Tonkin[11]
- 1982–1985 : Michael Pike[12]
- 1985–1987 : Richard Tallboys[13]
- 1987–1990 : Emrys Thomas Davies[14]
- 1990–1997 : Peter Keegan Williams[15]
- 1997–2000 : David Fall[16]
- 2000–2003 : Warwick Morris[17]
- 2003–2007 : Robert A. E. Gordon[18]
- 2008–2010 : Mark Kent[19]
- 2010–2014 : Antony Stokes[20]
- 2014–présent : Giles Lever [21]